# (11298) Gide
(11298) Gide – planetoida z pasa głównego asteroid okrążająca Słońce w ciągu 4 lat i 332 dni w średniej odległości 2,89 j.a. Została odkryta 2 września 1992 roku w Obserwatorium La Silla należącym do Europejskiego Obserwatorium Południowego przez Erica Elsta. Nazwa planetoidy pochodzi od André Gide, francuskiego pisarza, laureata Nagrody Nobla. Przed nadaniem nazwy planetoida nosiła oznaczenie tymczasowe (11298) 1992 RE6.